# 大内脩吉
大内 脩吉（おおうち しゅうきち、1941年2月6日 - 2014年9月27日）は、東京都出身、日本の経営者。元日本農薬代表取締役社長、代表取締役会長。

## 経歴・人物
1941年（昭和16年）、東京都生まれ。千葉大学園芸学部卒業後、1964年（昭和39年）3月に日本農薬入社。1991年（平成3年）12月、同社取締役。1994年（平成6年）12月、同社常務取締役社長室長。1996年（平成8年）12月、同社常務取締役管理本部長。1998年（平成10年）12月、同社専務取締役企画管理本部長。1999年（平成11年）12月、代表取締役社長。2008年（平成20年）12月、取締役会長。2013年（平成25年）12月、同社相談役。2014年9月27日、間質性肺炎のため73歳で逝去。

## 公職
- 農薬工業会会長
- 公益財団法人日本植物調節剤研究協会理事
- 一般財団法人残留農薬研究所理事
- 公益財団法人報農会理事
- 一般社団法人日本植物防疫協会理事
- 公益社団法人緑の安全推進協議会副会長